# Nybrogatan, Eskilstuna

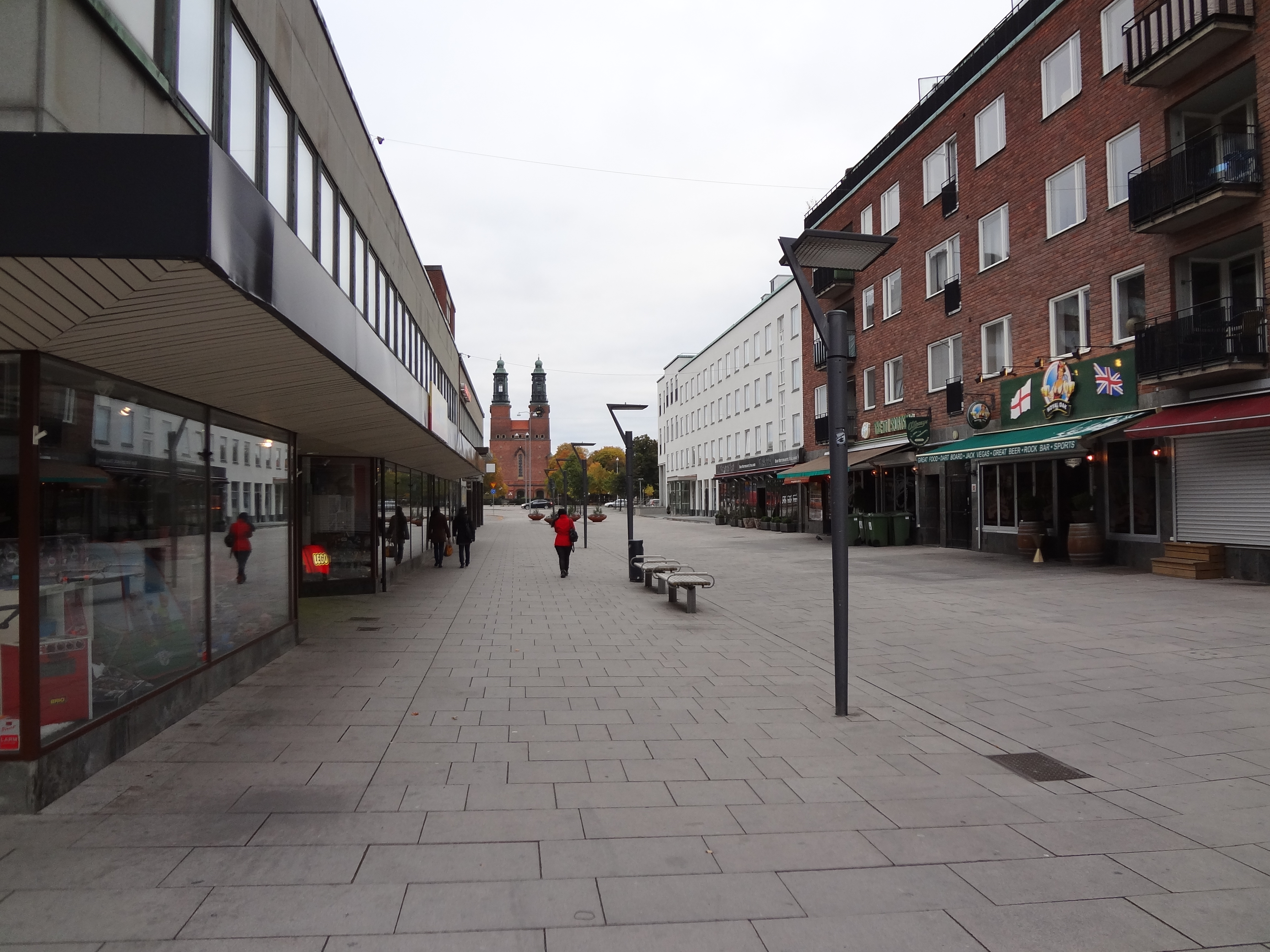
Nybrogatan norrut. I bakgrunden syns Klosters kyrka.

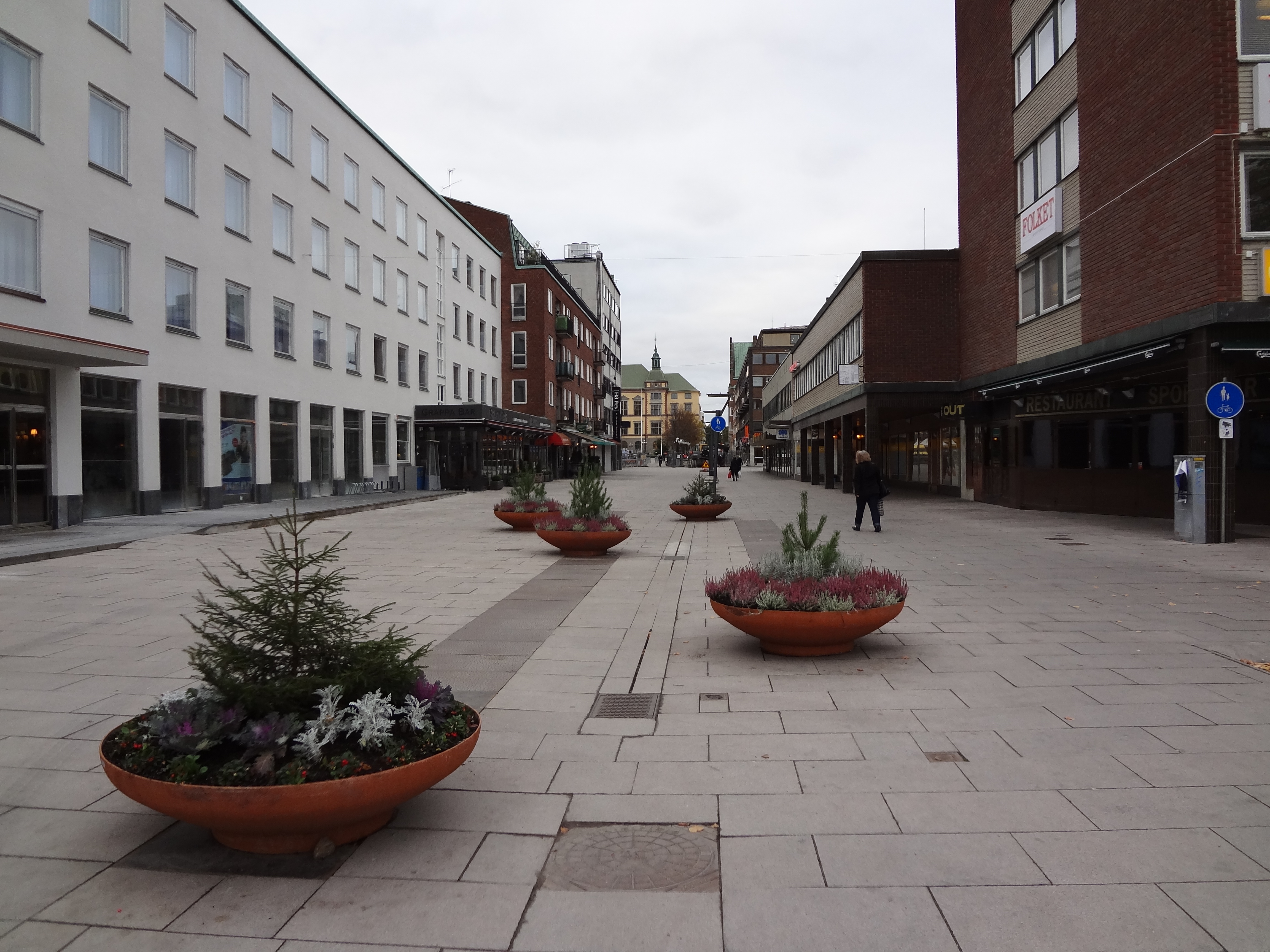
Nybrogatan söderut. Längst bort syns Eskilstuna stadshus.

Nybrogatan är en gata i Eskilstuna som sträcker sig från Nybron till Rademachergatan vid Fristadstorget. Den har, av naturliga skäl, fått sitt namn av att den leder fram till Nybron. Gatan är fri från biltrafik mellan Rademachergatan och J A Selanders gata.
Nybrogatan är en av de mer centrala gatorna i Eskilstuna. Det finns inte många affärer längs gatan, däremot flera restauranger samt bingohall.